# Isaac D'Israeli

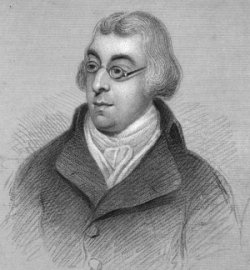
Isaac D'Israeli.

Isaac D'Israeli, född 11 maj 1766 i Enfield, Middlesex, död 19 januari 1848 i Bradenham, Buckinghamshire, var en brittisk-judisk författare. Han var far till den brittiske premiärministern Benjamin Disraeli, 1:e earl av Beaconsfield.
D'Israeli var son till en från Venedig inflyttad sefardisk köpman, som lät honom utbildas i samma yrke i Amsterdam och Paris. D'Israeli visade dock mera intresse för litteraturen, och utgav 1790 A defence of poetry och ägnade sig därefter helt åt litterära värv. D'Israeli, som i en anonym skrift, Genius of judaism (1833), utvecklat sin uppfattning om judendomen, lät döpa sina barn. 
Han utgav ledigt skrivna samlingar av lärda notiser, författaranekdoter och små essäer, bland vilka märks Curiosities of literature (3 band, 1791-1834, svensk översättning "Kuriositeter i litteraturen", 1868), Miscellanies (1796), Calamites of authors (1812) och Quarrels of authors (1814). Mest berömd är hans Essay on the literary character (1795). 
D'Israeli skrev även berättelser, ett par värdefulla historiska arbeten, Inquiry into the literary and political character of king James I (1816), Commentaries on the life and reign of Charles I (5 band, 1828-31), och fragment av en planerad brittisk litteraturhistoria, Amenities of literature (3 band, 1841). Sonen Benjamin Disraeli utgav en samlad upplaga av hans skrifter tillsammans med en biografi 1862.